# Aéroport de San José del Cabo
L'aéroport international de San José de Los Cabos (code IATA : SJD • code OACI : MMSD • code DGAC M. : SJD) également appelé aéroport international de Los Cabos, est le sixième aéroport le plus fréquenté du Mexique, situé à San José del Cabo, dans la municipalité de Los Cabos, dans l'État de Baja California Sur à l'ouest du Mexique.

## Situation
| \| 500 km1:6 468 000 \| Acapulco Aguascalientes Huatulco Campeche Cancún Chetumal Chihuahua Ciudad · del Carmen Ciudad Juárez Ciudad · Obregón Ciudad · Victoria Colima Cozumel Culiacán Guanajuato Durango Guadalajara Hermosillo Ixtapa · Zihuatanejo La Paz San José · del Cabo Los Mochis Matamoros Mazatlán Mérida Mexicali Mexico B.J. Mexico F.A. Minatitlán Monterrey Morelia Nuevo · Laredo Oaxaca Playa · de Oro Puebla Puerto · Escondido Puerto · Vallarta Querétaro Reynosa San Luis · Potosí Tampico Tapachula Tepic Tijuana Tulum Toluca Torreón Tuxtla Gutiérrez Uruapan Veracruz Villahermosa Zacatecas |
| 500 km1:6 468 000 |

## Statistiques
Le graphique qui aurait dû être présenté ici ne peut pas être affiché car il utilise l'ancienne extension Graph, désactivée pour des questions de sécurité. Des indications pour créer un nouveau graphique avec la nouvelle extension Chart sont disponibles ici.

Voir la requête brute et les sources sur Wikidata.

## Galerie

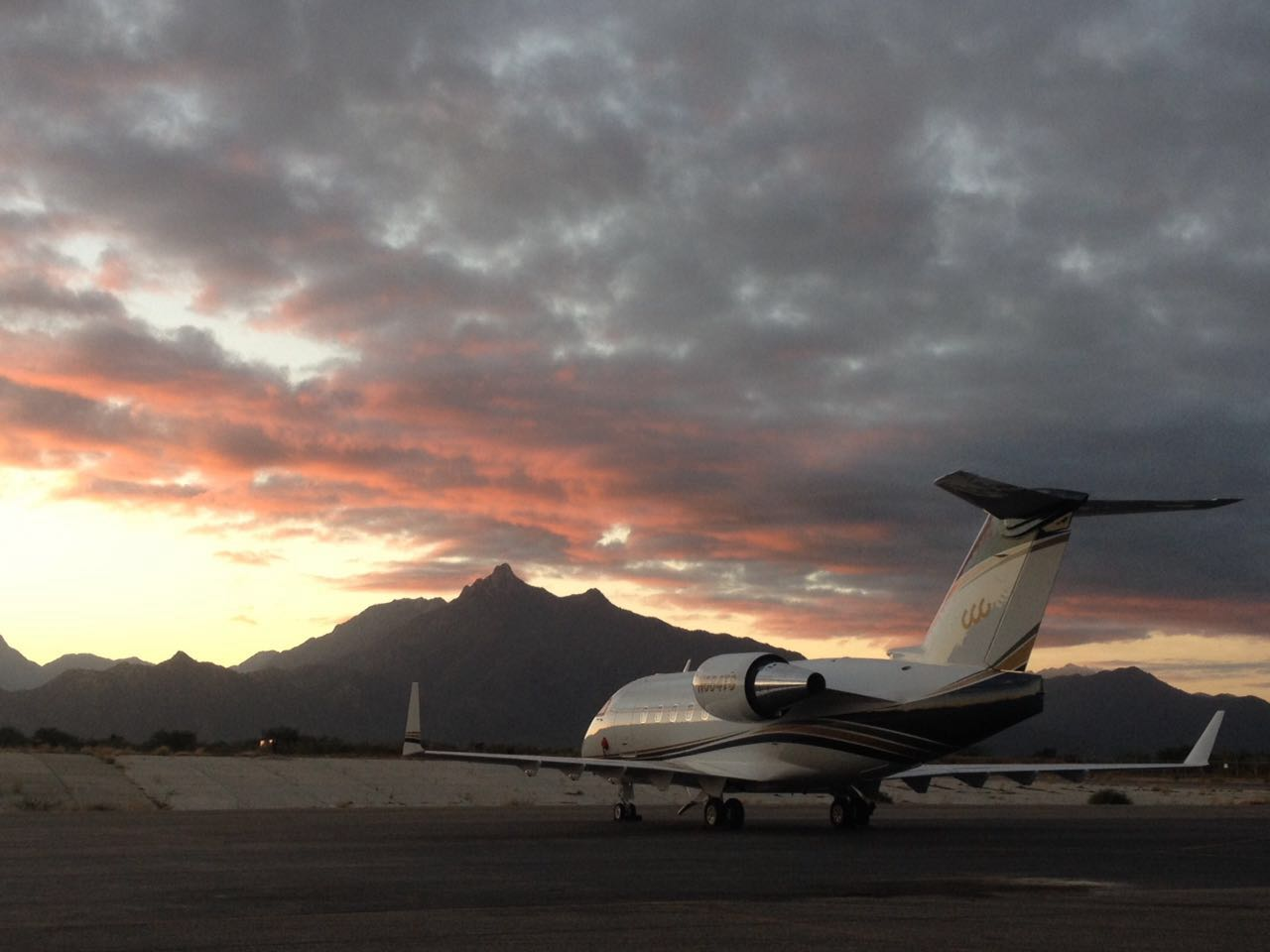
Panorama vu de la piste.
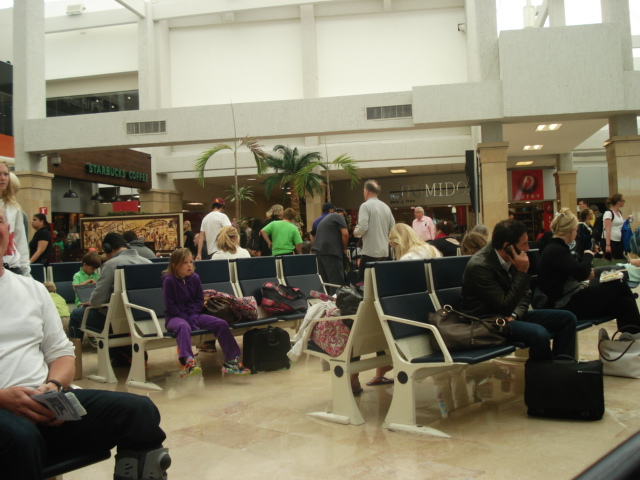
Le terminal 2.
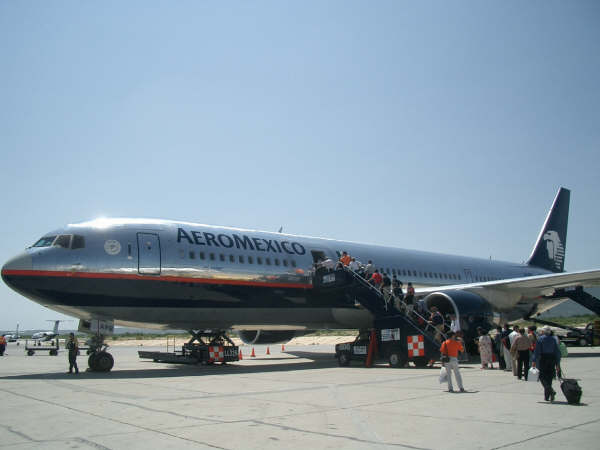
Boeing 767-300 d'Aeroméxico au Terminal 1
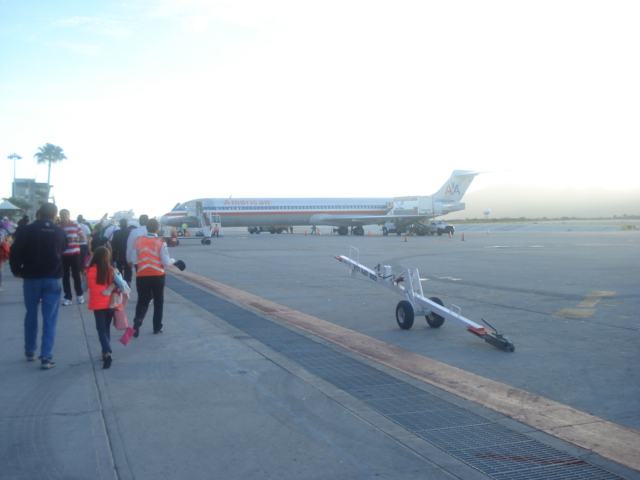
Un avion d'American Airlines, après un vol de Dallas/Fort Worth.
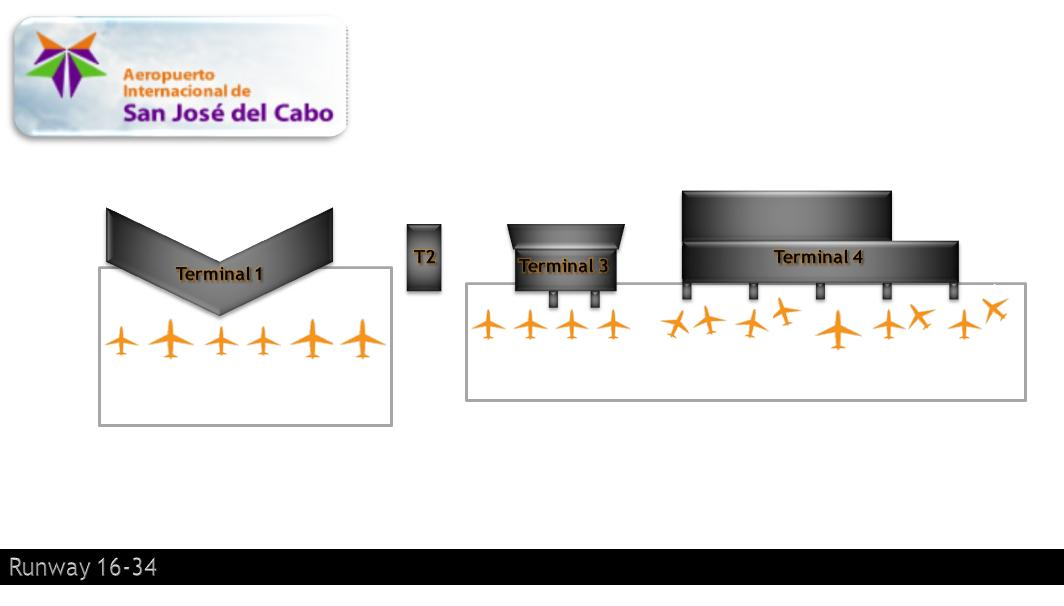
Borne de Mise en page (Après la fin de construction du T4)
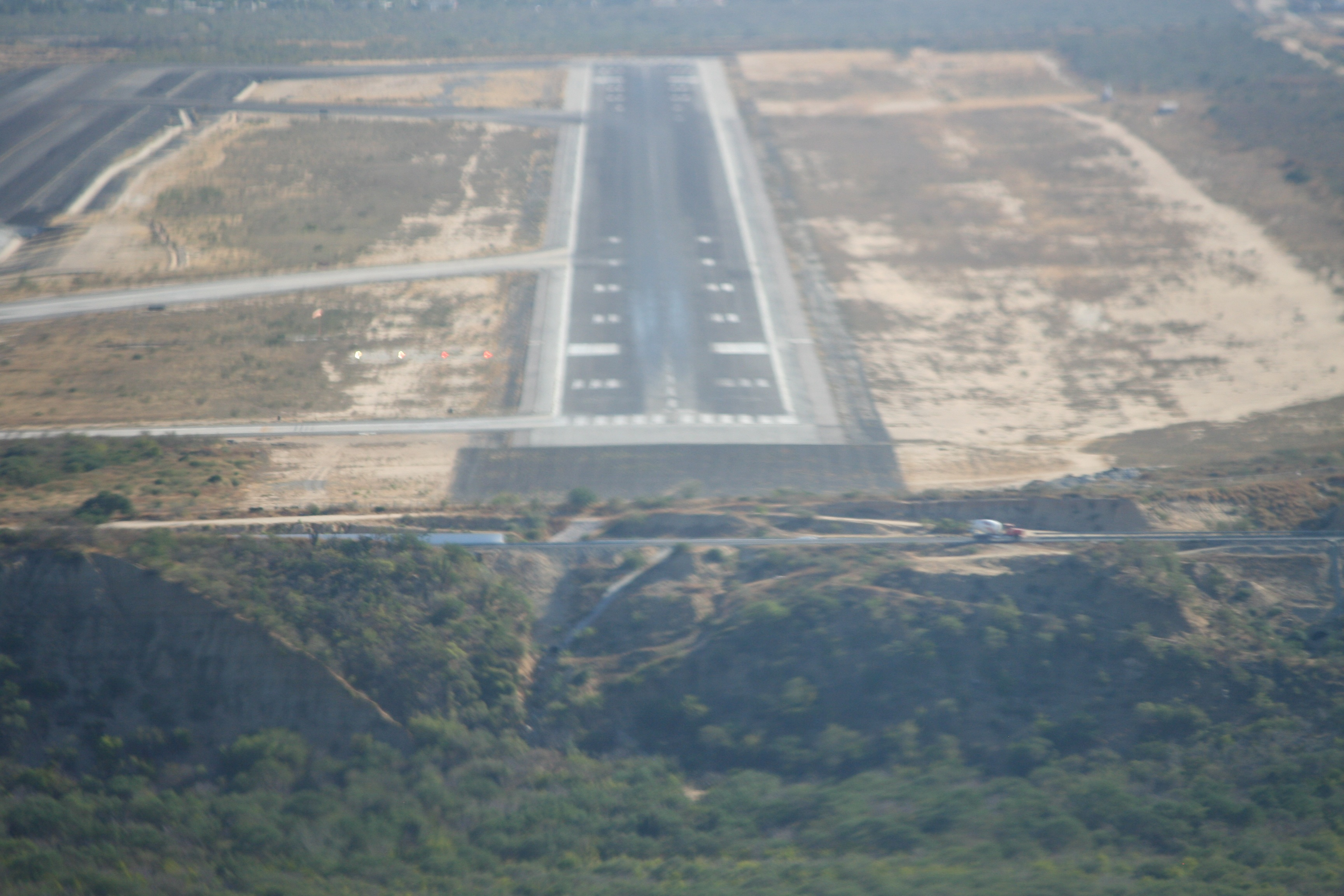
L'aéroport de la piste.
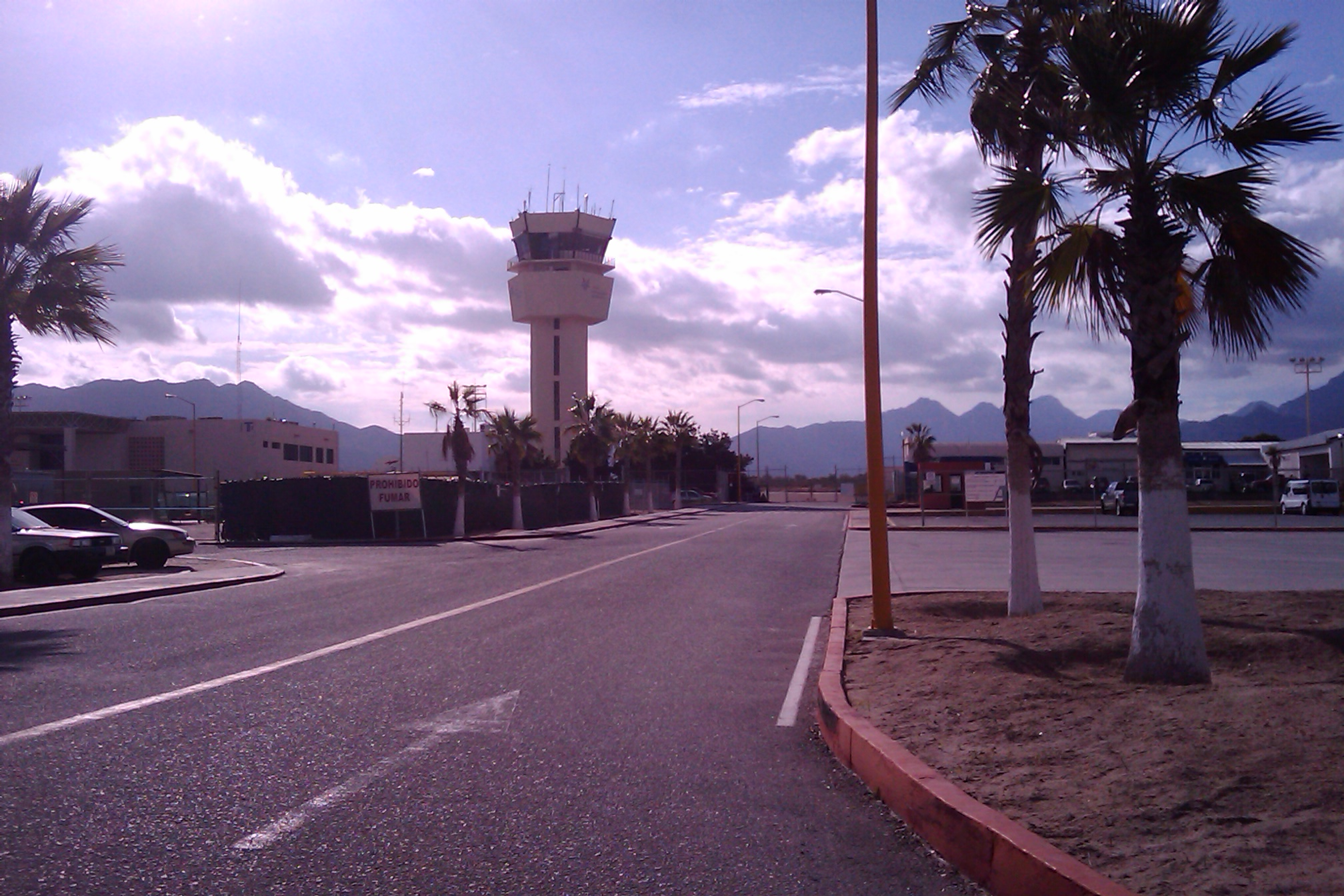
L'aéroport de la tour de Contrôle.
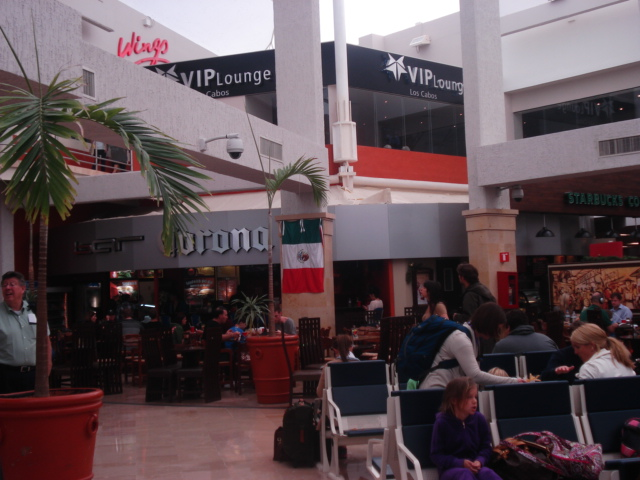
Les restaurants et les magasins dans le Terminal.

## Compagnies aériennes et destinations
| Compagnies           | Destinations |
| -------------------- | --- |
| Aeroméxico           | Mexico-B. Juárez |
| Aeroméxico Connect   | Mexico-B. Juárez |
| Aero Pacífico        | Culiacán, Los Mochis |
| Air Canada           | En saison : Calgary, Vancouver |
| Air Canada Rouge     | En saison : Toronto (Pearson) |
| Alaska Airlines      | Los Angeles, San Diego, San Francisco, San José (Californie) En saison : Portland, Sacramento, Seattle-Tacoma                                                                           |
| American Airlines    | Dallas-Fort Worth, Los Angeles, Phoenix-Sky Harbor En saison : Charlotte-Douglas, Chicago-O'Hare, New York-John F. Kennedy                                                              |
| Calafia Airlines     | Guadalajara-M. Hidalgo y Costilla, León-Guanajuato (Bajio), Loreto, Tijuana-A. L. Rodríguez                                                                                             |
| Delta Air Lines      | Atlanta H.-Jackson, Los Angeles, Salt Lake City En saison : Détroit, Minneapolis-Saint-Paul, New York-John F. Kennedy, Seattle-Tacoma                                                   |
| Frontier Airlines    | En saison : Chicago-O'Hare, Denver, Las Vegas-Harry-Reid |
| Interjet             | Guadalajara-M. Hidalgo y Costilla, Mexico-B. Juárez, Toluca |
| Magni                | Mazatlán, Mexico-B. Juárez, Monterrey-M. Escobedo |
| Southwest Airlines   | Chicago-Midway, Denver, Houston-W. P. Hobby, Los Angeles, Oakland, Santa Ana-J. Wayne, Sacramento, San Diego, San José (Californie) En saison : Austin-Bergstrom, Baltimore-T. Marshall |
| Spirit Airlines      | En saison : Dallas-Fort Worth, Houston-George Bush |
| Sun Country Airlines | En saison : Las Vegas-Harry-Reid, Minneapolis-Saint-Paul, San Diego |
| TUI Airways          | Londres-Gatwick |
| United Airlines      | Denver, Houston-George Bush, Newark-Liberty En saison : Chicago-O'Hare, Los Angeles, San Francisco, Washington-Dulles                                                                   |
| United Express       | En saison : Houston-George Bush |
| VivaAerobus          | Culiacán, Mexico-B. Juárez, Monterrey-M. Escobedo, Tijuana-A. L. Rodríguez En saison : Guadalajara-M. Hidalgo y Costilla, Hermosillo                                                    |
| Volaris              | Culiacán, Guadalajara-M. Hidalgo y Costilla, León-Guanajuato (Bajio), Mexico-B. Juárez, Monterrey-M. Escobedo , Tijuana-A. L. Rodríguez                                                 |
| WestJet              | Calgary, Vancouver En saison : Edmonton, Kelowna |

Édité le 20/06/2019